# Kappe (Zehdenick)
Kappe ist ein Ortsteil der Stadt Zehdenick im  Landkreis Oberhavel in Brandenburg. Der Ort liegt in der Schorfheide, hatte Ende 2023 122 Einwohner und wurde am 26. Oktober 2003 eingemeindet. Kappe ist vor allem landwirtschaftlich geprägt, wobei die Viehwirtschaft Vorzug vor dem Getreideanbau genießt.

## Geschichte
Kappe wurde erstmals 1766 schriftlich, damals noch als Cappe, erwähnt. Der Ort wurde als Straßendorf in der Zeit der Reformation durch Friedrich den Großen planmäßig angelegt und bestand damals aus 50 Höfen. Neben der Land- und Forstwirtschaft gab es auch Beschäftigung in der Flößerei und der Schifffahrt im Döllnfließ. Ein Schifferverein wurde 1820 gegründet. 1873 brannte der Ort größtenteils nieder. Nach dem Wiederaufbau entstanden 1892 die Kirche und eine eigene Dorfschule. 2003 wurde Kappe mit der Gemeindegebietsreform ein Ortsteil von Zehdenick.

## Ortsvorsteher
Derzeitige Ortsvorsteherin ist Janette Okonek. (Stand 2019)

## Baudenkmal

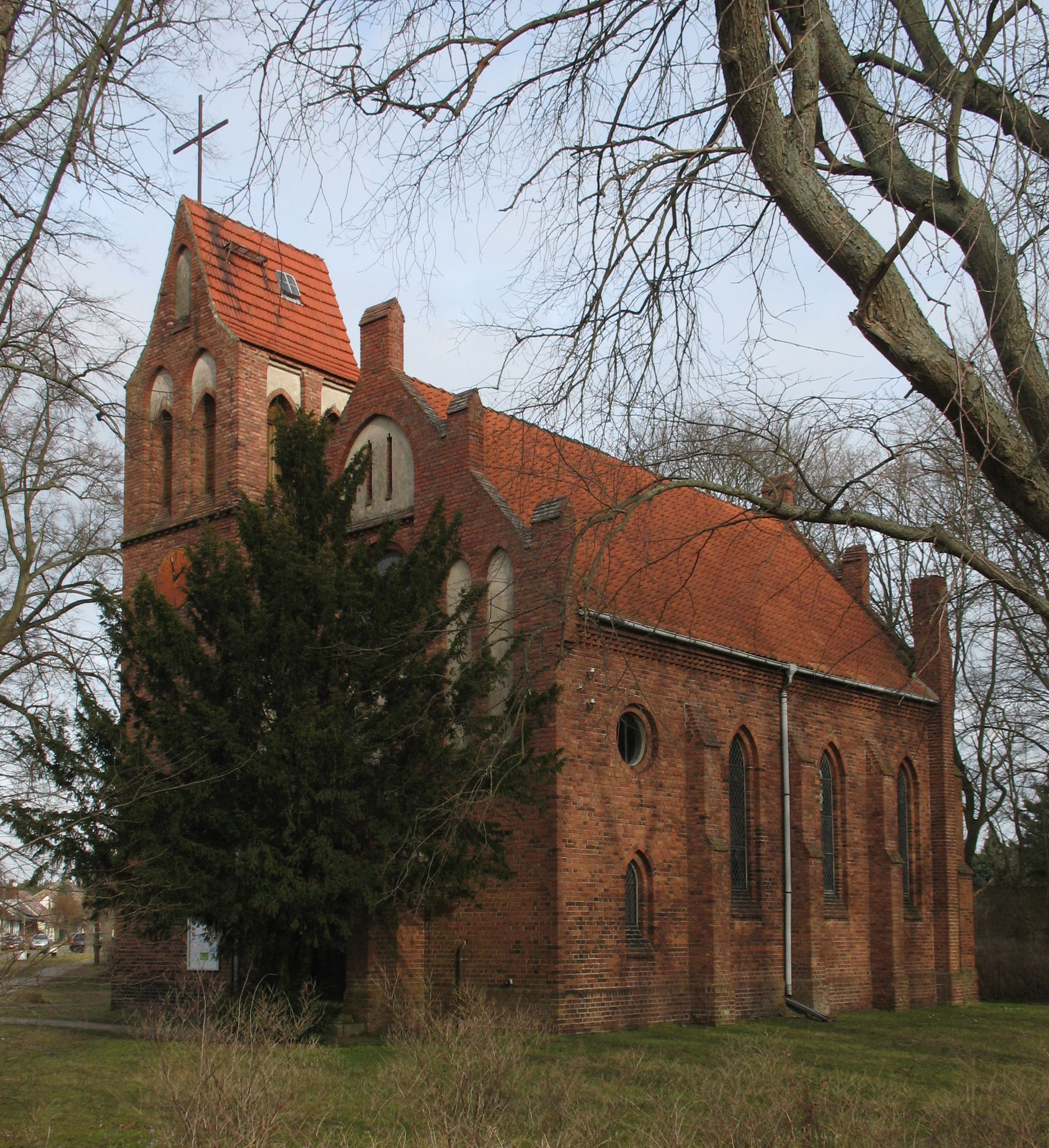
Dorfkirche von Kappe

Das einzige Baudenkmal des Ortes ist die 1892 errichtete evangelische Kirche. Der Kirchturm konnte 2015 aufgrund von Spenden-, Förder- und Kirchengeldern saniert werden.